# Schloss Neudeck (Uebigau-Wahrenbrück)

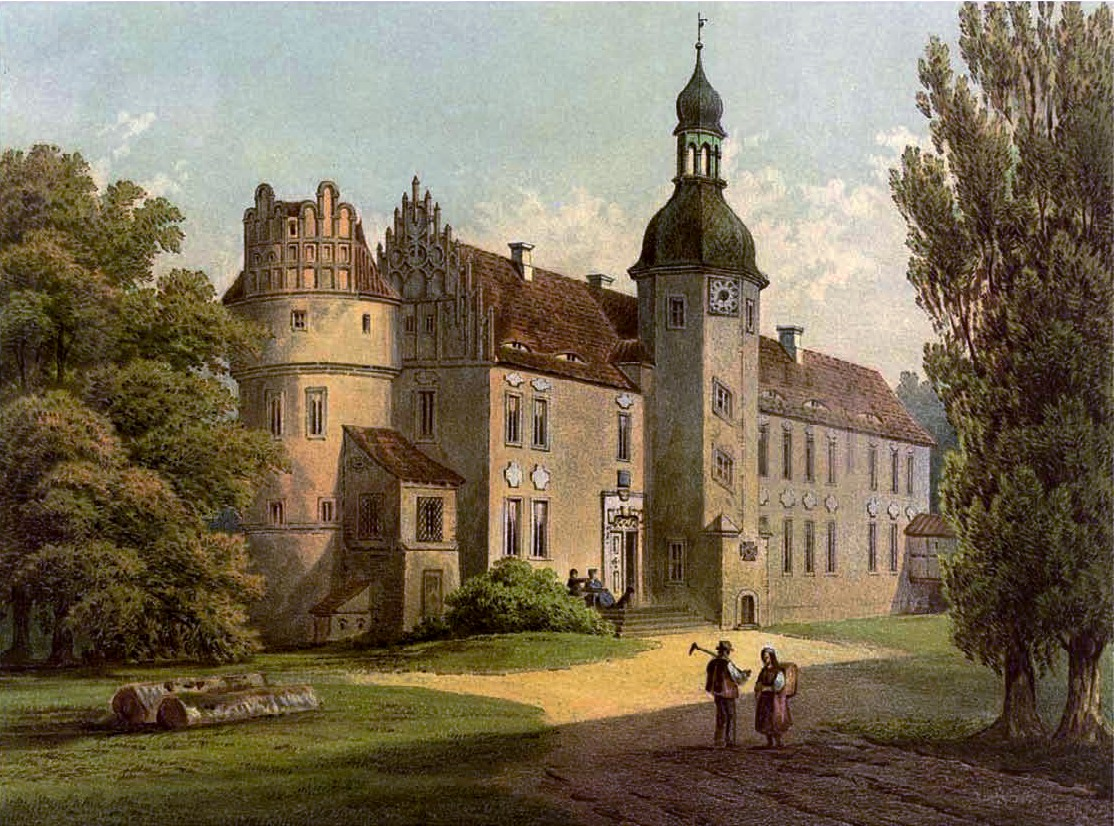
Schloss Neudeck um 1866/67, Sammlung Alexander Duncker

Schloss Neudeck ist ein denkmalgeschütztes Schloss im Ortsteil Neudeck in der Kleinstadt Uebigau-Wahrenbrück im südbrandenburgischen Landkreis Elbe-Elster.
Das aus dem 16. Jahrhundert stammende Schloss mit den dazugehörigen Parkanlagen und dem Wirtschaftshof befindet sich nur wenige hundert Meter rechtsseitig des heutigen Flusslaufs der Schwarzen Elster und wird durch einen Altarm des Flusses von der restlichen Ortslage von Neudeck getrennt.
Nach dem Zweiten Weltkrieg befand sich auf dem Gelände und in den dazugehörigen historischen Gebäuden jahrzehntelang eine 1999 geschlossene Polizeischule. In der Folgezeit scheiterten sämtliche Nachnutzungspläne durch einen privaten Investor und einen ihm später folgenden Förderverein. Ein Großteil der Anlage befand sich 2016 in einem sanierungsbedürftigen Zustand.
Schloss Neudeck sollte am 1. Juli 2017 versteigert werden.

## Geschichte

### Neudeck unter dem Adelsgeschlecht von Brandenstein

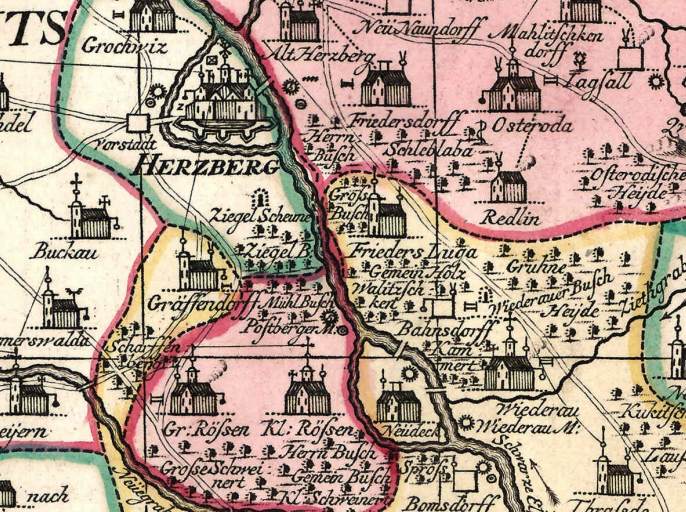
Neudeck und die zwischenzeitlich zur Herrschaft gehörenden Nachbarorte Bahnsdorf, Wiederau und Friedrichsluga

Eine erste urkundliche Erwähnung eines Rittersitzes in Neudeck gab es im Jahre 1474.
Der noch heute bestehende zweigeschossige Hauptflügel des Schlosses wurde schließlich im Jahre 1521 durch Lupold von Brandenstein errichtet, welcher die Herrschaft Neudeck seit 1504 besaß. Das Geschlecht derer von Brandenstein saß im Mittelalter in vielen Orten Thüringens und so wurden sie auch im Elbe-Elster-Gebiet zu einer der wohlhabendsten Familien der Umgebung, was ihre Steuerregister belegten. 1545 wurde Moritz Christoph von Brandenstein vom Kurfürsten mit den Dörfern Neudeck, Bahnsdorf und Wiederau beliehen. 1548 folgte auch Friedrichsluga. Nach dem Tod seines Sohnes Sigmund von Brandenstein 1579 wurde diese Herrschaft allerdings zwischen dessen Söhnen in die Herrschaften Neudeck und Wiederau aufgeteilt.

### Von den Schleinitzen bis zum Rasierklingenfabrikanten Otto Roth

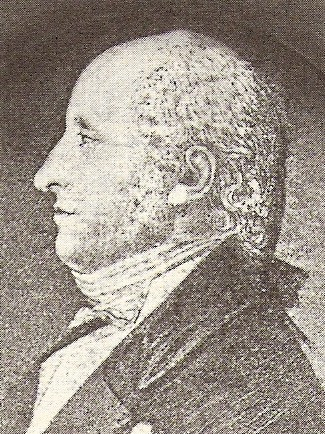
Heinrich von Blumenthal (Bürgermeister)

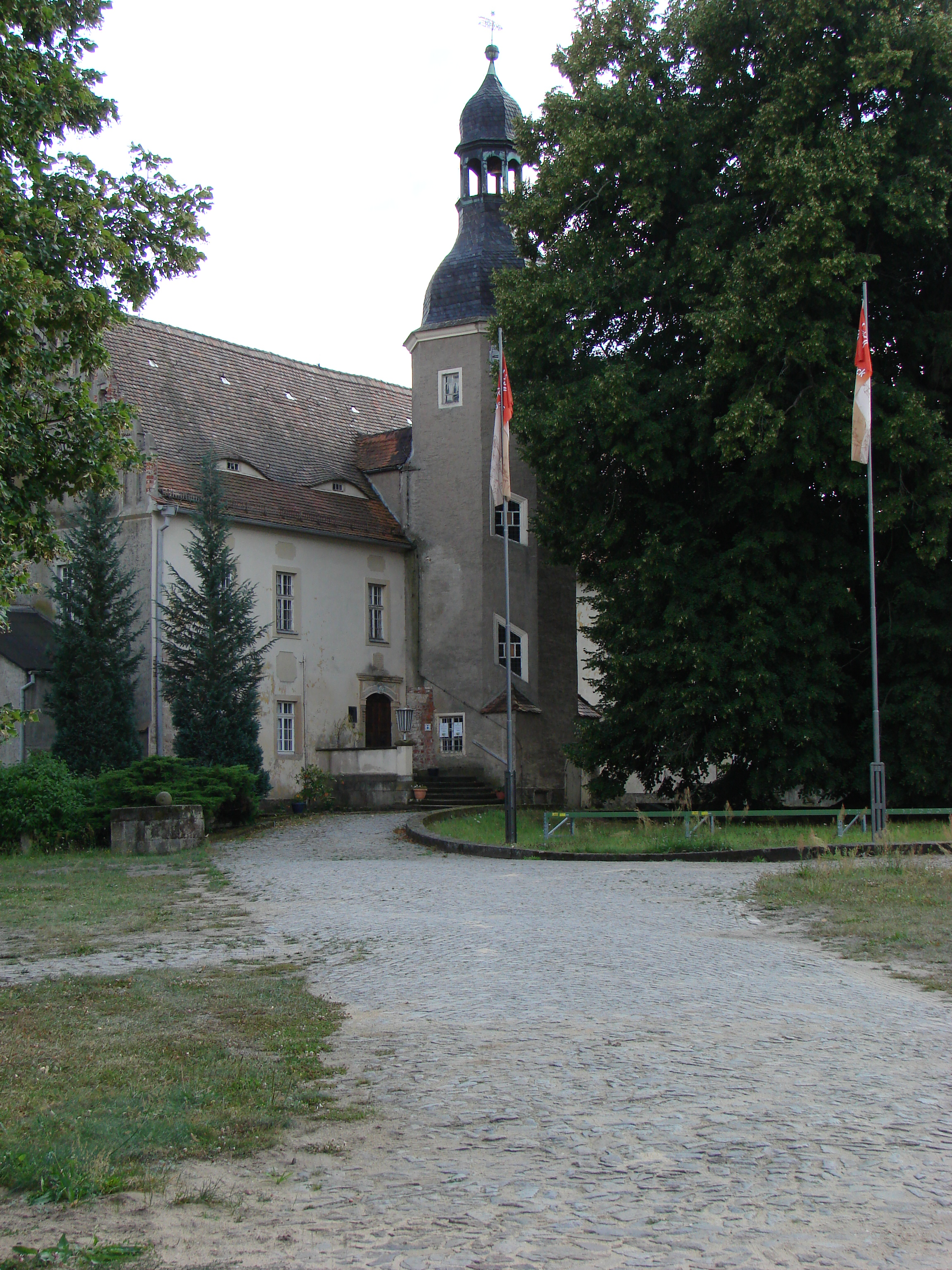
Nordöstliche Ansicht des Schlosses mit dem markanten Treppenturm (2014)

Bis 1615 blieb das Schloss im Besitz des Adelsgeschlechts von Brandenstein und das während des Dreißigjährigen Krieges schwer beschädigte Schloss kam schließlich in den Besitz des alten meißnischen Adelsgeschlechts von Schleinitz, das zu jener Zeit an der Schwarzen Elster auch die Herrschaftssitze Saathain und Mückenberg innehatte. Der Bau wurde nach Osten hin erweitert und mit einem runden Eckturm versehen. Mitte des 17. Jahrhunderts wurde an der Nordfassade dann schließlich ein markanter großer polygonaler Treppenturm angefügt.
In der Wiederauer Dorfkirche, wohin Neudeck kirchlich eingemeindet war, ließen die Schleinitze sich 1675 eine auf einer gewundenen Ecksäule ruhende und mit einer Rundscheibenverglasung versehene prächtige Patronatsloge errichten, die bis in die Gegenwart erhalten ist. Während Saathain und Mückenberg noch bis 1716 im Besitz der Adelsfamilie blieben, wurde die Herrschaft Neudeck bereits 1687 an Johann Patow aus Mallenchen verkauft. Unter seinem Erben, dem 1733 in den Adelsstand erhobenen Johann Friedrich von Patow, erhielt der bis dahin mittelalterliche Bau ab 1711 durch Umbauarbeiten seine barocken Formen.
1763 kam das Schloss in den Besitz von Hartmann von Landwuest; 1771 ging sie dann in den Besitz des Majors Gottlob August von Trebra und 1819 an den Kammerherrn von Schlosses Napoleonshöhe und ehemaligen Bürgermeister von Magdeburg Heinrich von Blumenthal. Nach seinem Tod 1830 auf Schloss Neudeck kam dieses schließlich in bürgerliche Hände. Im Jahre 1842 wurde es an Christian Karl Sahland verkauft.
Nachdem Anfang des 20. Jahrhunderts Schloss Neudeck vom Major Viktor Lettre erstanden worden war, folgte in den Jahren 1904 bis 1905 eine umfassende Erneuerung des Schlosses. Der Reserveoffizier hatte dann 1912 an den Wahlen zum Deutschen Reichstag teilgenommen, für den Wahlkreis Schweinitz-Wittenberg, erzielte aber kein Mandat. Zeitgleich lebten in Neudeck Dorf und Gutsbezirk 120 Einwohner. Im Güter-Adressbuch der Provinz Sachsen von 1922 wurde die Witwe Frau Major Margarete Lettre, geborene Meyer, erwähnt, als Besitzerin von 384 ha inklusive Vorwerk Bahnsdorf, Verwalter des Gutes Paul Hellmuth. Letzter Besitzer vor dem Ende des Zweiten Weltkrieges wurde schließlich der Berliner Rasierklingenfabrikant Otto Roth (ROTH & LINDER).

### Entwicklung seit dem Zweiten Weltkrieg und heutige Situation
Nach dem Zweiten Weltkrieg beherbergte das Neudecker Schloss eine Polizeischule, die auch nach der Wende zunächst bis 1999 weiterbestand. 2002 verkaufte es das Land Brandenburg an einen privaten Investor. Nachdem verschiedene Nachnutzungspläne dieses Investors sämtlich gescheitert waren, verfielen die ungenutzten Gebäude zusehends. Ein 2010 gegründeter Förderverein „Schloss Neudeck“ e.V. erreichte schließlich die Rücknahme dieser gescheiterten Privatisierung und schloss mit dem Land einen Überlassungsvertrag mit einer Laufzeit von 30 Jahren. Ziel war es Schloss, Gutshof und Parkanlage denkmalgerecht zu sanieren, um es so wieder nutzbar zu machen und kostendeckend zu bewirtschaften.
Im August 2015 entschied das Land Brandenburg allerdings, dass die Liegenschaft entbehrlich sei und dem Schloss Neudeck deshalb keine finanziellen Mittel mehr zukommen zu lassen. Um dem fortschreitenden Verfall entgegenzuwirken, sind aber derzeit mindestens etwa 200.000 Euro Zuschuss jährlich für Sanierungsmaßnahmen notwendig. Vor diesem Hintergrund und dass man einige Bereiche, laut Empfehlung des Landkreises Elbe-Elster, auf Grund des schlechten baulichen Zustandes für den Besucherverkehr sperren sollte und öffentliche Veranstaltungen nicht mehr möglich sein sollten, sah auch der Förderverein „Schloss Neudeck“ keine Perspektive mehr, das Objekt sinnvoll weiterzubetreiben und -zuentwickeln. Was dazu führte, dass er sich letztlich auflöste.

## Architektur

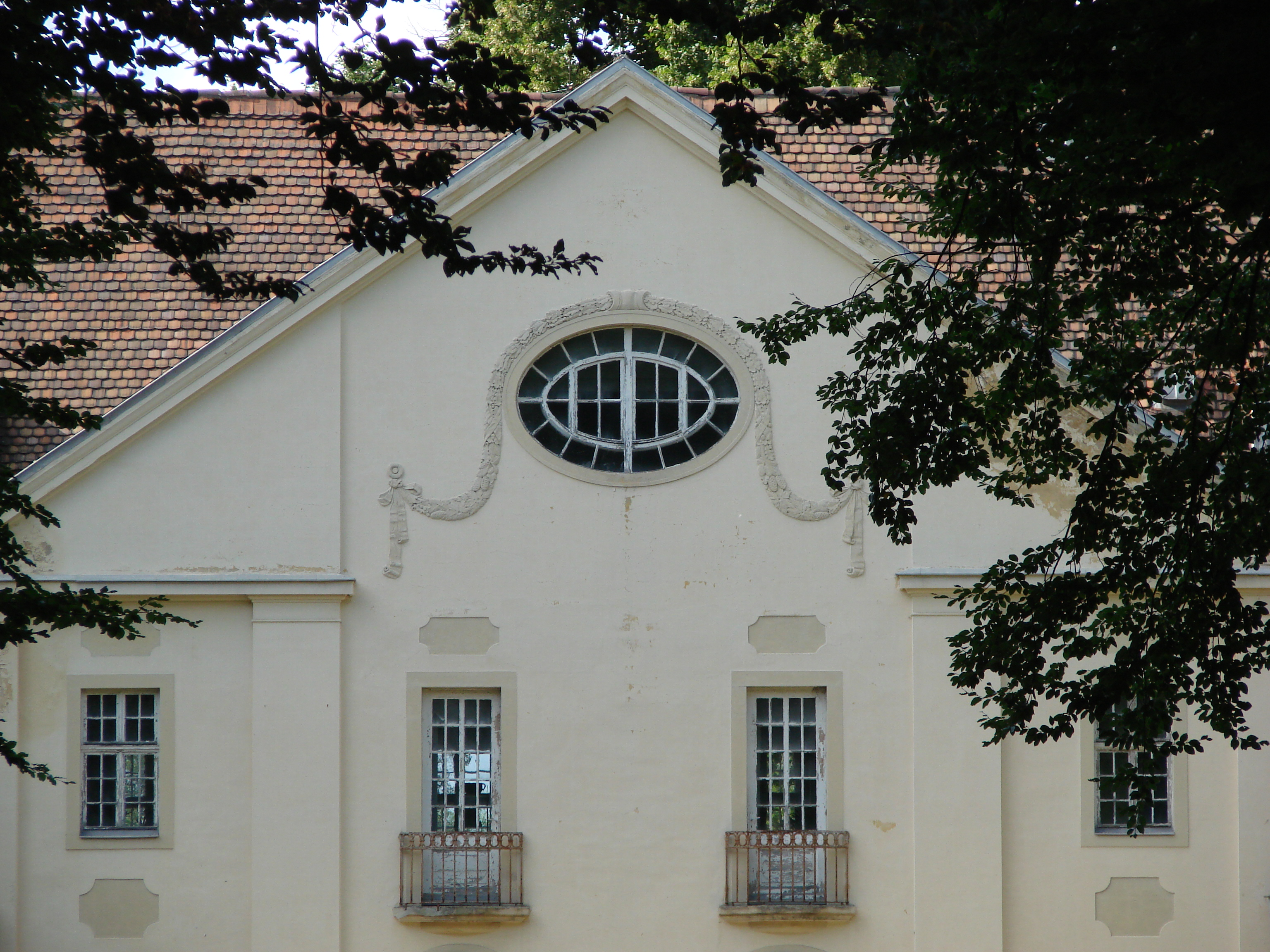
Zum Park ausgerichteter Mittelrisalit

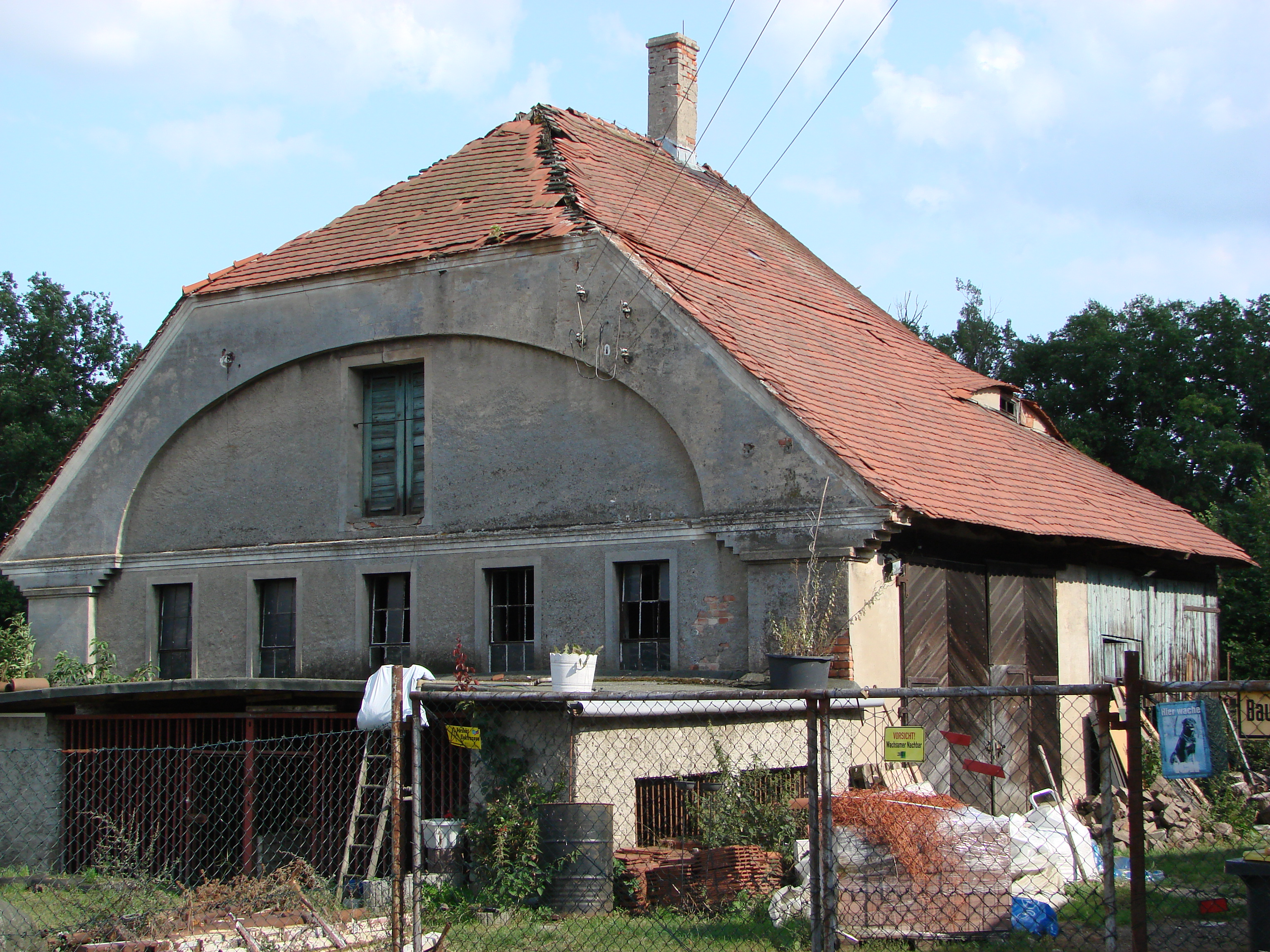
Ehemaliges Stallgebäude auf dem Gelände des Wirtschaftshofes (2014)

Das Neudecker Schloss, welches in vergangener Zeit von einem Wassergraben umgeben war, besteht aus einem zweigeschossigen Hauptflügel, dessen östlicher Giebel mit spätgotischen Kielbogenmaßwerk und dünnen Filialen abschließt. Östlich schließt sich dem Hauptflügel ein runder Eckturm an. Auf der Nordseite des Gebäudes befindet sich ein polygonaler Treppenturm mit Laterne, Schweifhaube und Wetterfahne. Die südliche Fassade wird von einem vierachsigen Mittelrisaliten geprägt. Davor erstreckt sich in Richtung des Gartens eine großzügige Terrassenanlage mit Freitreppe.
Dem Schloss schließt sich eine nach Süden und Osten hin öffnende Parkanlage an. War in den Plänen der 1711 erfolgenden Umbauten des Schlosses noch keine Parkanlage enthalten, taucht in den Urkunden im Jahre 1766 erstmals der Lustgärtner Johann Christoph Gallart auf. Ein zum Schloss gehöriger und bis etwa 1900 in seinen Grundformen erhaltener barocker Park wurde dann vermutlich unter dem Besitzer Gottlob August von Trebra angelegt.
Als Viktor von Lettre von 1904 bis 1905 umfangreiche Umbau- und Erneuerungsarbeiten am Schloss vornehmen ließ, wurde auch der dazugehörige Park umgestaltet und erweitert. Nach den Plänen des renommierten Architekten Paul Schultze-Naumburg (1869–1949), der auch für die Arbeiten am Schloss verantwortlich zeichnete, wurde eine umfangreiche auf den Mittelrisaliten des Schlosses ausgerichtete Gartenanlage angelegt. Die Anlage ist symmetrisch gegliedert, angelehnt an den vormaligen Barockgarten wurden barocke Elementen aufgenommen. Der innere Gartenteil ist von einer mit einem schmiedeeisernen Tor und Eckpavillons versehenen Mauer vom äußeren Landschaftspark getrennt.
Der einstige Wirtschaftshof des Schlosses ist nordöstlich des Hauptgebäudes zu finden. Ein Großteil der in der Gegenwart erhaltenen Gebäude mit Pferdestall, Schlachthaus und Molkerei entstand von 1904 bis 1905, wiederum nach Plänen des Architekten Schultze-Naumburg.